# Arzu Rahimov
Arzu Yusif oglu Rahimov (en azerí: Arzu Yusif oğlu Rəhimov; Najicheván, 1 de octubre de 1964) es Jefe del Servicio Estatal de Movilización y Conscripción de la República de Azerbaiyán, teniente general.

## Biografía
Arzu Rahimov nació el 1 de octubre de 1964 en Najicheván. En 1986 se graduó de la Escuela Superior de Mando Militar de Novosibirsk. En 1986-1989 desempeñó varios cargos en las Fuerzas Armadas Soviéticas.
En 1992-2004 fue ascendido de oficial superior a Jefe de la Unidad Militar de las Tropas Fronterizas de la República de Azerbaiyán. En2004-2006 fue primer jefe adjunto de la Sede de Tropas Guardafronteras.
En 2004 recibió el rango militar mayor general. En 2006 fue designado primer Jefe Adjunto del Servicio de Fronteras Estatales de Azerbaiyán – Jefe de la Sede de Tropas Guardafronteras.
En los años 2007-2012 fue Jefe del Servicio Estatal de Migración de la República de Azerbaiyán. El 17 de marzo de 2010, por orden del Presidente de la República de Azerbaiyán, Arzu Rahimov recibió el título “Asesor del Servicio Estatal de Migración”.
El 13 de febrero de 2012 se nombró Jefe del Servicio Estatal de Movilización y Conscripción de la República de Azerbaiyán. El 1 de marzo de 2012, por orden de Ilham Aliyev, Presidente de la República de Azerbaiyán, se le concedió el rango militar teniente general.

## Premios y títulos
- Orden "Por la Patria"
- Medalla de distinción en el Servicio Militar (Azerbaiyán) (3.º grado)
- Medalla de distinción en el Servicio Militar (Azerbaiyán) (2.º grado)
- Orden "Por el servicio a la patria" (2.º grado) (2018)[4]
- Orden Karabaj (2020)[5]